# Макоре
Макоре (лат. Tieghemella heckelii) — древесное растение, вид рода Tieghemella семейства Сапотовые; распространено в Камеруне, на побережье Кот-д’Ивуара, в Габоне, Гане, Либерии, Нигерии и Сьерра-Леоне. Вид находится под угрозой исчезновения в местах произрастания.
Другие названия растения — Baku, Cherry Mahogany.
Растения достигают в высоту 45 м и 1,2 м в толщину.